# Měsíční hora
Měsíční hora (čínsky v českém přepisu Jüe-liang šan, pchin-jinem Yuèliang Shān, znaky 月亮山) je hora tvořená skalním obloukem poblíž města Jang-šuo v jihočínské autonomní oblasti Kuang-si. Je pojmenována podle kruhového otvoru, který vznikl zřícením jeskyně. Jako všechny hory v oblasti, i tato je tvořena krasovým vápencem. Vrchol hory má nadmořskou výšku 380 m n. m. a otvor je 50 metrů vysoký.

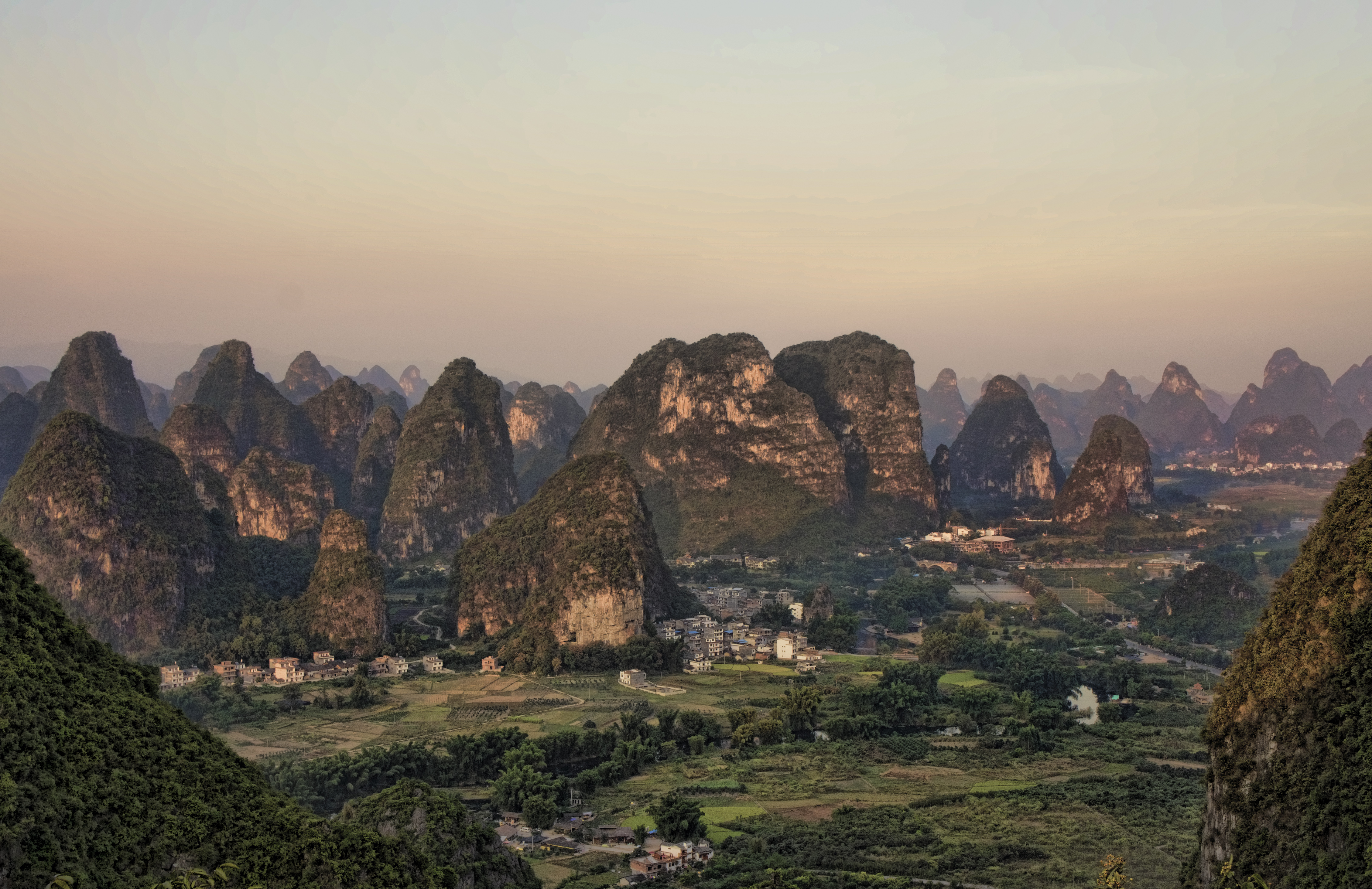
Výhled z Měsíční hory